# Rhinopomastus
Rhinopomastus es un género de aves bucerotiformes de la familia Phoeniculidae propias del África subsahariana. Son conocidas vulgarmente como abubillas arbóreas.

## Especies
Se reconocen las siguientes especies:
- Rhinopomastus aterrimus (Stephens, 1826)
- Rhinopomastus cyanomelas (Vieillot, 1819)
- Rhinopomastus minor (Rüppell, 1845)